# Legio XI Claudia
Legio XI Claudia (voluit: Legio XI Claudia Pia Fidelis, 'Het elfde legioen, loyaal en trouw aan Claudius') was een Romeins legioen dat heeft bestaan van 58 v.Chr. tot circa 425 n.Chr. Het legioen is tegelijk met het Legio XII Fulminata opgericht door Julius Caesar ten behoeve van zijn veldtocht tegen de Helvetiërs. In 57 v.Chr. werd het legioen ingezet tegen de Nerviërs.
Tijdens de burgeroorlog van 49-45 v.Chr. trok het Legio XI Claudia met Caesar Italië binnen. In 48 streed het mee in de Slag bij Dyrrhachium en de Slag bij Pharsalus. In 45 v.Chr. werd het legioen ontbonden.
Drie jaar later werd het legioen heropgericht door Octavianus en deed het mee aan Slag bij Philippi tegen Cassius en Brutus. Ook in de strijd tegen Marcus Antonius en de beslissende Slag bij Actium speelde het legioen een rol. Hierna werd het gestationeerd in Dalmatië, waar het onder andere verbleef in Burnum en Salonae.
In 42 n.Chr. maakte het legioen een eind aan de opstand van gouverneur Lucius Arruntius Camillus Scribonianus tegen keizer Claudius, waarvoor het de eretitel Claudia Pia Fidelis ontving.

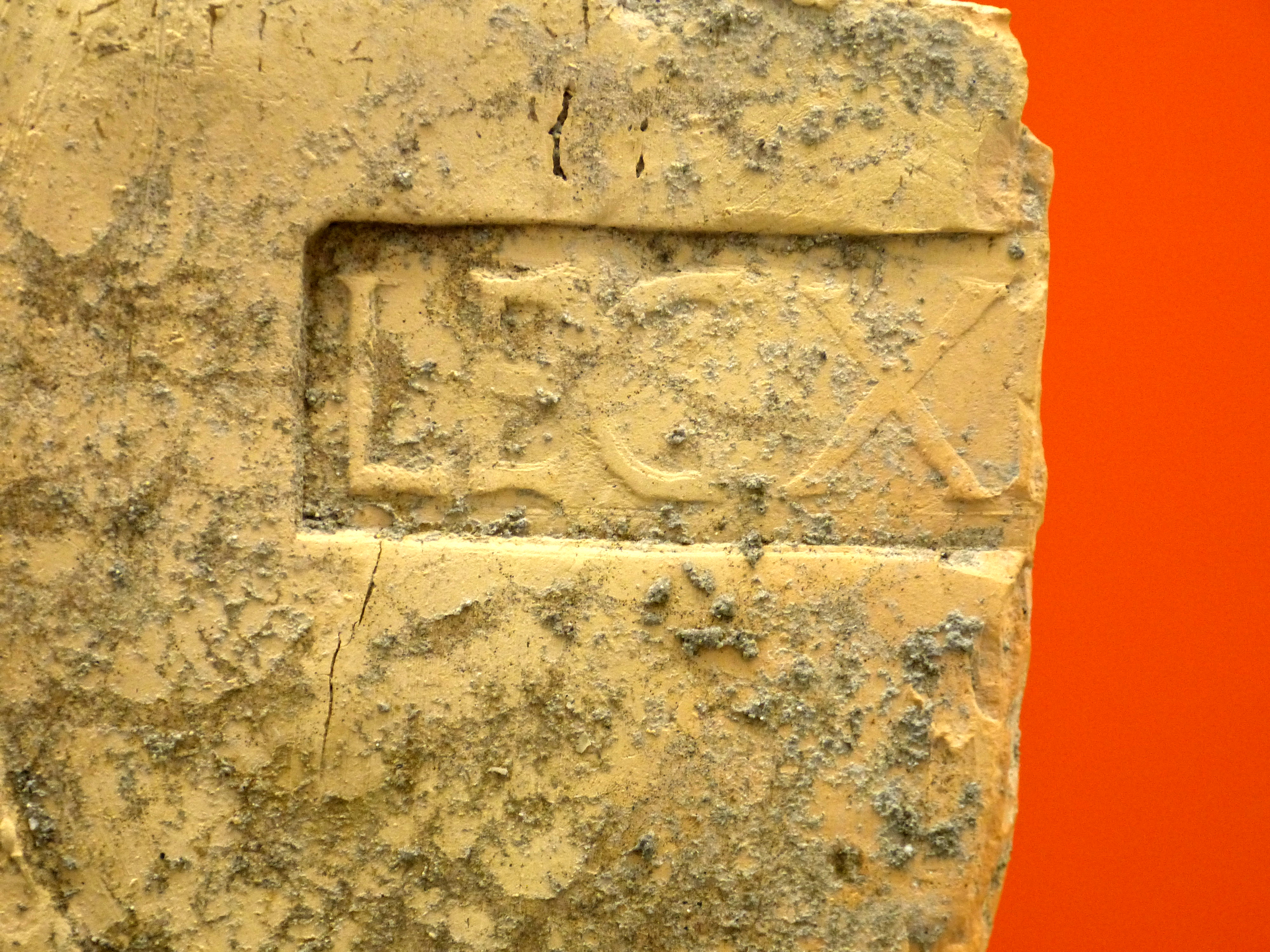
Stempel van Legio XI Claudia op een dakpan, eind 1e eeuw

Tijdens het Vierkeizerjaar koos Legio XI Claudia de zijde van Otho, maar kwam te laat aan in Italië om deel te kunnen nemen aan de veldslag tegen Vitellius. Ondanks dat het legioen had gekozen voor Otho, besloot Vitellius om de soldaten niet te straffen. Ze konden terugkeren naar hun basis in Dalmatië.
Toen Vespasianus de keizerstitel claimde, koos het legioen zijn zijde en streed in het jaar 69 mee in de Tweede Slag bij Bedriacum, waarbij Vitellius werd verslagen. Een jaar later was het een onderdeel van de strijdmacht die de Bataafse Opstand neersloeg.
Het legioen werd nu gelegerd in Germania Superior, waar het verbleef in Vindonissa en Mogontiacum. In 83 streden de soldaten tegen de Chatten. In 101 werd Brigetio de nieuwe basis voor Legio XI Claudia, en streed het mee in de verovering van Dacië door keizer Trajanus.
Uiteindelijk streek het legioen rond 114 neer in Durostorum in de provincie Moesia, waar het tot in de 5e eeuw gestationeerd zou blijven. Het legioen was medeverantwoordelijk voor de bescherming van de Krim, waar Romeinse soldaten de Griekse steden beschermden. Tijdens de Bar Kochba-opstand streed ook een eenheid van het elfde legioen mee tegen de opstandelingen.
In het jaar 193 koos het legioen de zijde van Lucius Septimius Severus en vocht tegen diens rivaal Pescennius Niger.
Onder keizer Gallienus brak in 260 een opstand uit in het noordwesten van het rijk, waarbij Postumus het Gallische Keizerrijk stichtte. Het elfde legioen koos de zijde van Gallienus en werd hiervoor beloond met de nieuwe eretitels Pia V Fidelis V en Pia VI Fidelis VI.
Ondanks dat het legioen in Durostorum was gelegerd, vochten er eenheden in Egypte en Mauretania en waren er soldaten actief in de wegenbouw in Jordanië.
Begin 5e eeuw was het Legio XI Claudia nog steeds aanwezig in Durostorum. Daarna verdwijnt het legioen uit de geschriften.